# Francisco Ovidio Vera Intriago
Francisco Ovidio Vera Intriago (* 7. Oktober 1942 in Junín, Ecuador; † 21. April 2014 in Portoviejo, Ecuador) war Weihbischof im Erzbistum Portoviejo.

## Leben
Francisco Ovidio Vera Intriago besuchte von 1966 bis 1970 das Priesterseminar in Verona, Italien, und empfing am 28. Juni 1970 das Sakrament der Priesterweihe. Er war Pfarrvikar in La Merced (1970–1971) und Pfarrer von La Merced, Portoviejo (1971–1989) sowie Generalvikar (1985–2007).
Am 16. Dezember 1992 ernannte ihn Papst Johannes Paul II. zum Titularbischof von Autenti und zum Weihbischof in Portoviejo. Der Bischof von Portoviejo, José Mario Ruiz Navas, spendete ihm am 2. Februar 1993 die Bischofsweihe; Mitkonsekratoren waren der emeritierte Bischof von Portoviejo, Luis Alfredo Carvajal Rosales, und der Bischof von Riobamba, Victor Alejandro Corral Mantilla.
Francisco Vera starb am 21. April 2014 im Alter von 71 Jahren in einem Krankenhaus in Portoviejo an den Folgen einer Niereninsuffizienz.